# Mictochroa renata
Mictochroa renata là một loài bướm đêm trong họ Noctuidae.